# Paul von Jankó
Paul von Jankó (Tata, 2 giugno 1856 – Costantinopoli, 17 marzo 1919) è stato un musicista e ingegnere ungherese.

## Biografia

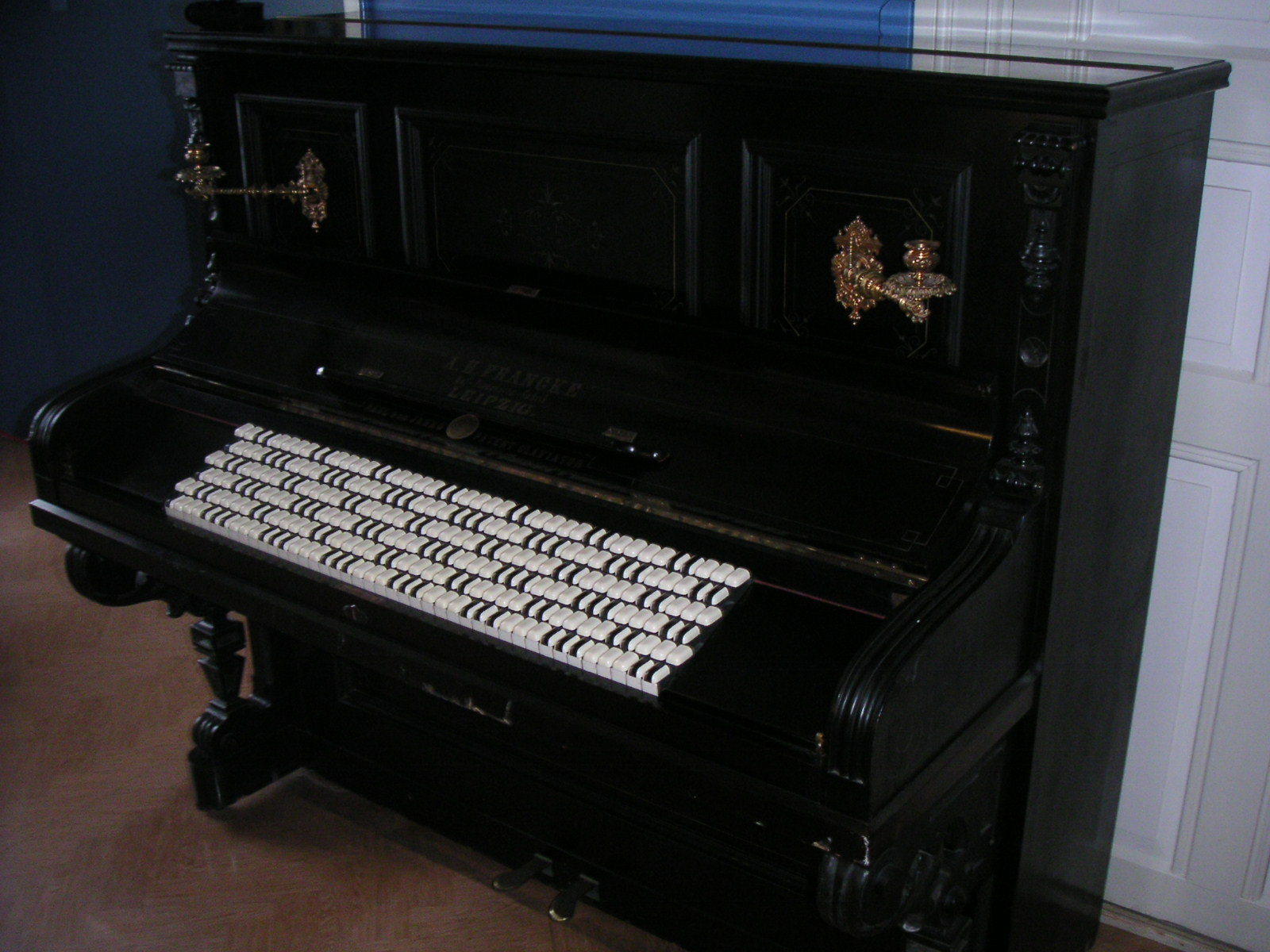
Pianoforte con tastiera Janko

Si avvicinò alla musica frequentando il Conservatorio ed il Politecnico di Vienna, e fece studi universitari presso la facoltà di matematica all'Università tecnica di Berlino sotto la guida di Hermann von Helmholtz.
Al conservatorio studiò pianoforte con Hans Schimtt e composizione con Anton Bruckner.
Approfondì la tematica del temperamento nel suo libro intitolato Über mehr als zwölfstufige gleichschwebende Temperaturen.
Divenne celebre, quando nel 1882, ideò una nuova tastiera (Tastiera Jankó), costituita da 6 fila di tasti brevi e stretti, formanti un'unica scala cromatica. La tastiera realizzata da Jankó aveva ottave più compatte di quelle del pianoforte, un'organizzazione isomorfa dei tasti, ed era in grado di produrre alcuni effetti speciali nuovi (glissando cromatici).
Nel 1886 il musicista-inventore descrisse le caratteristiche del suo pianoforte nella pubblicazione Eine neue Klaviatur e organizzò una lunga serie di concerti europei per portare alla ribalta le sue innovazioni
.
Nonostante il tocco della tastiera fosse piuttosto rigido, l'invenzione ha incontrato un certo entusiasmo, in particolare dall'americano Alfred Dolge. A New York nel 1891 fu fondato un Paul von Janko Conservatory
e una Janko Society fu fondata a Vienna nel 1905. Un certo numero di pianisti in Austria, in Germania e negli Stati Uniti realizzarono tastiere Janko e Paul Perzina produsse una doppia reversibile tastiera: standard su un lato, Janko sull'altro.
Nei suoi primi anni, la tastiera Jankó venne lodata da pianisti del calibro di Franz Liszt e Arthur Rubinstein ma, per colpa della diteggiatura non convenzionale, non riuscì a diffondersi: pochi pianisti erano disposti a reimparare da capo il loro repertorio. Franz Liszt affermò che la Tastiera Jankó avrebbe sostituito quella in uso nel giro di cinquant'anni, ma questa sua previsione non fu confermata dai fatti.
Jankó dovette interrompere la promozione alla sua tastiera quando scemò l'interesse per la sua invenzione. Quindi negli anni successivi lavorò come impiegato statale a Vienna e fu trasferito nel 1892 nell'ufficio del direttore del tabacco nell'Impero ottomano, dove nel 1904 assunse incarichi direttivi e prese la cittadinanza turca. Nel 1919 si tolse la vita suicidandosi.